# Ann Mitchai
Jariya Somboon, conocida artísticamente como Ann Mitchai (31 de mayo de 1985, provincia de Phra Nakhon Si Ayutthaya) es una actriz, cantante y escritora tailandesa. Tuvo una formación musical con Mr. Somsak y Mrs. Wongduen Somboon. Tiene 2 hermanos, el mayor A Chaiya Mitchai, un famoso y reconocido actor y cantante y su hermano más joven Mit Mitchai. 
Su familia es fundadora de un grupo de danza folclórica teatral llamada likay, por lo cual tienen una larga historia por generación. Cuando ella tenía unos cinco años de edad, comenzó actuando con su  grupo familiar likay, sus padres fueron quienes le enseñaron a formarse para esta danza, ambos expertos en danzas típicas. Cuando ella era joven, su familia realizó una serie de presentaciones de espectáculos en vivo; y, viajaron para realizar presentaciones por todas las provincias de Tailandia.

## Discografía y nominaciones
- Premio de Honor por Su Majestad, el Rey de Tailandia, por ser una artista popular destacada y representativa del arte la cultura tailandesa.
- Experiencia en el likay. Rendimiento interno y externo en Tailandia por más de 25 años.
- 200 actuaciones del grupo Likay en DVD.
- 3 álbumes de música country con Promoción RS.
- 2 álbumes de música debajo de su empresa familiar.
- Libro de fotografías:. Una parte de AnnMitchai
- Película de Bollywood: Ishk realidad.
- 2 bandas sonoras para el cine Hindi-Inglés; "Lucky Tonight" y "Forever More"
- "Sexy Inter" De Luz Premios Estrella 2013 por Light San Mig. San Miguel de Marketing (Thailand) Co., Ltd. y Siambunterng Periódico.